# Salo (Indonesië)
Salo is een bestuurslaag in het regentschap Kampar van de provincie Riau, Indonesië. Salo telt 5953 inwoners (volkstelling 2010).